# Bruno Ruffo

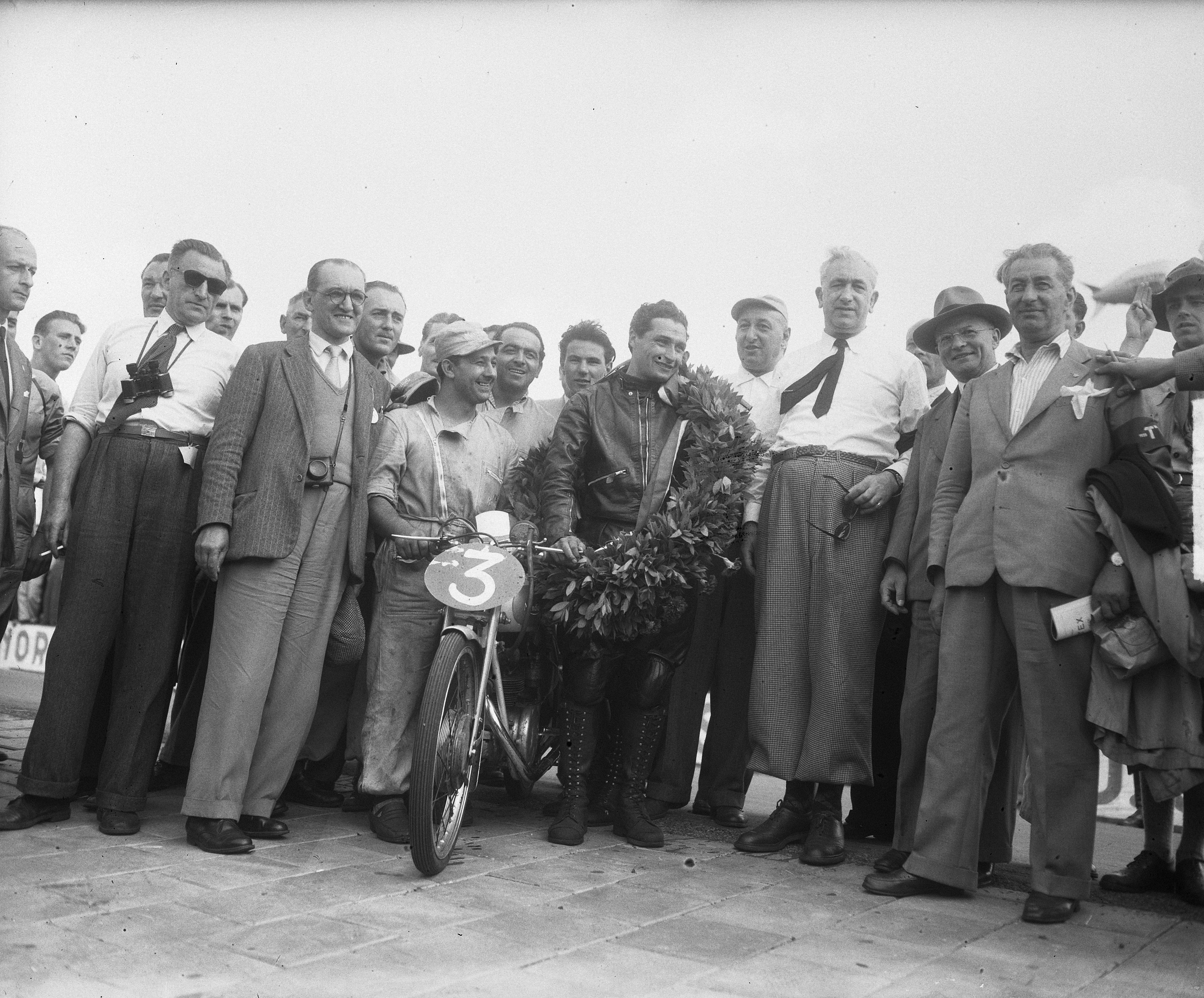
Ruffo 1950 nach seinem Sieg bei der Dutch TT

Bruno Ruffo (* 9. Dezember 1920 in Verona; † 10. Februar 2007 ebenda) war ein italienischer Motorradrennfahrer.
Zwischen 1949 und 1951 gewann er drei Weltmeistertitel in der Motorrad-Weltmeisterschaft.
Im Jahr 2003 wurde Bruno Ruffo vom damaligen italienischen Staatspräsidenten Carlo Azeglio Ciampi der Titel Commendatore dell’Ordine al Merito della Repubblica Italiana verliehen.

## Karriere
Bruno Ruffo begann seine Motorradkarriere 1946. Im Jahr 1949 wurde er mit Moto Guzzi der erste Weltmeister in der 250-cm³-Klasse der neu geschaffenen Motorrad-Weltmeisterschaft. Bei seinem ersten Grand-Prix-Rennen überhaupt, dem Großen Preis der Schweiz am 2. Juli 1949 in Bremgarten, konnte Ruffo sofort seinen ersten Sieg feiern. Insgesamt erreichte er in diesem Jahr bei nur vier ausgetragenen Rennen einen Sieg, einen zweiten sowie einen vierten Platz und sicherte sich den Titel vor seinem Landsmann Dario Ambrosini.
In der folgenden Saison startete er dann in der 250er Klasse wiederum auf Moto Guzzi und in der 125er-WM auf F.B Mondial. In der 250-cm³-Klasse gelang es ihm nicht seinen Titel zu verteidigen, in der 125-cm³-Klasse gewann er jedoch auf Anhieb den Weltmeistertitel.
Im Jahr 1951 trat Bruno Ruffo für Moto Guzzi in der 250-cm³- sowie in der 500-cm³-Klasse an. Auch Bei den 250ern sicherte er sich mit zwei Siegen, einem zweiten und einem dritten Platz aus fünf Rennen souverän den Titel, bei den 500ern reichte es mit einem fünften Platz beim einzigen bestrittenen Grand Prix zu Rang 19 in der Gesamtwertung.
Auch 1952 trat Ruffo für Moto Guzzi in der 250-cm³-Klasse an und zählte wieder zu den Titelanwärtern. Beim Großen Preis von Westdeutschland auf dem Solitude-Ring stürzte er jedoch so schwer, dass er für den Rest der Saison pausieren musste. Nach einem weiteren Unfall im Training zur Tourist Trophy 1953 veranlasste ihn dann dazu, sich ganz vom Rennsport zurückzuziehen.
Bruno Ruffo bestritt in seiner Karriere nur 14 WM-Rennen, von denen er vier gewann, und landete insgesamt zehnmal auf dem Siegerpodest.
Nach seinem Karriereende eröffnete Bruno Ruffo einen erfolgreichen Motorradhandel in Verona, wo er am 10. Februar 2007, im Alter von 86 Jahren verstarb.

## Statistik

### Erfolge
- 1949 –  250-cm³-Weltmeister mit Moto Guzzi
- 1949 – Italienischer 250-cm³-Meister auf Moto Guzzi
- 1950 – 125-cm³-Weltmeister auf F.B Mondial
- 1951 – 250-cm³-Weltmeister auf Moto Guzzi
- 1951 – Italienischer 250-cm³-Meister auf Moto Guzzi
- 4 Grand-Prix-Siege

### In der Motorrad-Weltmeisterschaft
| Saison | Klasse  | Motorrad    | Rennen | Siege | Podien | Punkte | Ergebnis    |
| ------ | ------- | ----------- | ------ | ----- | ------ | ------ | ----------- |
| 1949   | 250 cm³ | Moto Guzzi  | 3      | 1     | 2      | 24     | Weltmeister |
| 1950   | 125 cm³ | F.B Mondial | 3      | 1     | 2      | 17     | Weltmeister |
| 1950   | 250 cm³ | Moto Guzzi  | 1      | –     | 1      | 6      | 3.          |
| 1951   | 250 cm³ | Moto Guzzi  | 4      | 2     | 4      | 22     | Weltmeister |
| 1951   | 500 cm³ | Moto Guzzi  | 1      | –     | –      | 2      | 19.         |
| 1952   | 250 cm³ | Moto Guzzi  | 2      | –     | 1      | 7      | 6.          |
| Gesamt | Gesamt  | Gesamt      | 14     | 4     | 10     | 78     | 3 WM-Titel  |

## Verweise